# Franco Donatoni
 Franco Donatoni (Verona, 9 de junio de 1927 - Milán, 17 de agosto de 2000) fue un compositor y director de orquesta italiano. 

## Biografía

### Estudios
A los siete años comienza el estudio del violín. Pronto recibirá clases de composición en el Liceo Musical de Verona y posteriormente se matriculará en los conservatorios «Giuseppe Verdi» de Milán y «Giovanni Battista Martini» de Bolonia, en los que tendrá como profesores a personalidades como Piero Bottagisio, Ettore Desderi y Lino Liviabella. Finalmente, acabará perfeccionando su formación con Ildebrando Pizzetti en la Academia Nacional de Santa Cecilia de Roma. Durante su estancia en Roma frecuentó a Goffredo Petrassi, quien, sin ser oficialmente su profesor, sí prodigó consejos y sugerencias al joven Donatoni, ayudándolo en su trabajo de composición. Fue el propio Petrassi quien, como miembro del jurado del Concurso de Composición de Radio Luxemburgo, premió en 1952 su Concertino para cuerdas, metal y timbales solistas. Este premio significó el inicio de la carrera internacional del compositor.
A mitad de los años cincuenta Donatoni conoció a Bruno Maderna en su Verona natal. El apoyo y los consejos de Maderna fueron decisivos en Donatoni y ejercieron una influencia notable sobre su pensamiento y trabajo compositivo. Donatoni y Maderna coincidieron en 1954, 1956, 1958 y 1961 en el Darmstädter Ferienkurse (Festival de Música Contemporánea de Darmstadt).

### Donatoni docente
Empieza su experiencia docente en 1953: fue profesor de composición en los conservatorios de Bolonia, Turín y Milán. Después, fue titular de la cátedra de perfeccionamiento de composición en la Academia de Santa Cecilia de Roma y en la Accademia Chigiana de Siena. Además, fue profesor en el DAMS (acrónimo de Discipline delle Arti, della Musica e dello Spettacolo, se trata de un curso de licenciatura) de la Universidad de Bolonia y participó en numerosos seminarios en Europa, América y Australia.
En su larga experiencia docente ha influido notablemente en las nuevas generaciones de compositores. Entre otros, fueron alumnos suyos Pascal Dusapin, Roberto Carnevale, Luca Cori, Matteo D'Amico, Armando Gentilucci, Sandro Gorli, Magnus Lindberg, Giulio Castagnoli, Giorgio Magnanensi, Luigi Manfrin, Luca Mosca, Esa-Pekka Salonen, Aurelio Samorì, Piero Niro, Giuseppe Sinopoli, Alessandro Solbiati, Fausto Romitelli, Alejandro Guarello, Víctor Rasgado, Javier Torres Maldonado, Giovanni Verrando y muchos otros.

### Los últimos años
Siempre delicado de salud (desde la juventud sufría depresiones periódicas que interrumpían su trabajo y le obligaban a estar bajo tratamiento), su estado se agravó a partir de principios de los años 80, cuando enfermó de diabetes.
En 1998 sufrió un infarto cerebral y su salud se deterioró hasta el punto de que para escribir sus últimas obras orquestales (Prom y ESA - In cauda V) necesitó la ayuda de algunos alumnos para llevarlas al pentagrama.
Un segundo infarto en 2000 lo llevará a la muerte, que sobrevino el 17 de agosto de aquel año. La ceremonia fúnebre se celebró en el Conservatorio de Milán y en ella se interpretó su pieza Cinis, una especie de réquiem laico que el autor había compuesto en 1988.

## Periodos de la obra de Donatoni
- Primeras composiciones: En las primeras obras se aprecia la influencia abrumadora de la música de Béla Bartók y, en menor medida, de Goffredo Petrassi.
- Años 50: Bruno Maderna acerca a Donatoni al serialismo.
- Años 60-mediados de los años 70: Donatoni practica la música aleatoria (o, como él prefería definirla, la música de la indeterminación). A finales de la década (en el llamado periodo negativo) llevará al extremo el uso de procedimientos tales como los automatismos combinatorios con los que renunciaba a cualquier voluntad subjetiva en el acto de componer. Durante este periodo fueron de gran importancia las influencias literarias que recibió de las obras de Franz Kafka, Gustav Meyrink, Heinrich von Kleist, Robert Walser o Marguerite Yourcenar. Sus obras más significativas de estos momentos fueron Puppenspiel I (1961), Per Orchestra (1962) Black and white (1964) o Etwas ruhiger im Ausdruck (1967). Durante estos años no escribió ninguna obra vocal.
- Mediados de los años 70-años 90: a partir de mediados de los años 70, Donatoni recuperó lo que él mismo llamaba el ejercicio lúdico de la invención, una nueva actitud que le llevará a escribir un notable número de obras que gozarán de gran prestigio internacional. Sus primeras composiciones de este nuevo ciclo creativo fueron Ash (1976), Toy y Spiri (ambas de 1977). Los materiales compositivos utilizados por Donatoni en esta su última y larga fase son a menudo mínimos: a partir de una célula musical originaria, la transforma por procesos de transmutación y permutación y de ahí surge toda la obra. A partir de los años 80 recupera su interés por la música vocal (que había evitado durante más de veinte años): obras importantes en este género son L'ultima sera (1980), In cauda para coro y orquesta (1986) o Madrigale (1991, con texto de Elsa Morante). En otros trabajos se advierte cierta influencia (sobre todo en aspectos rítmicos) del jazz (Hot, 1989; Sweet Basil, 1993). La muerte le impidió terminar la transcripción de El arte de la fuga de Johann Sebastian Bach en la que estaba trabajando.

## Ópera
Donatoni escribió dos óperas: 
- Atem (1984), representada en el Teatro alla Scala de Milán, en el que crea un espectáculo sin argumento con una partitura que, en buena parte, incluye muchos trabajos precedentes, a veces modificados y otras en su estado original. No quedó muy satisfecho del resultado y llegó a declarar que aquel intento se había tratado de un «matrimonio blanco» (esto es, sin relaciones sexuales) entre él mismo y el género operístico.

- Alfred, Alfred (1995), con texto del propio compositor, se representó en el Festival Música de Estrasburgo y poco después se programó en París y en varias ciudades italianas. El protagonista de la ópera es el propio compositor, ingresado en un hospital por una crisis diabética, en el que suceden acontecimientos surrealistas que le permiten reflexiones tragicómicas sobre su vida.

## Obra literaria y ensayística
Donatoni intentó aplicar a la lengua italiana y a la creación literaria los mismos procedimientos que utilizaba en la composición de su música. El resultado fue Questo («Esto», Adelphi, 1970), un texto de gran originalidad formal. 
En 1980 publicó Antecedente X (1980), subtitulado «Sulle difficoltà del comporre» (Sobre las dificultades de componer). Aquí el autor indaga en las motivaciones y los orígenes misteriosos del acto compositivo. 
En 1982 publicó Il sigaro di Armando («El puro de Armando»), antología de escritos sobre varios temas (siempre relacionados con la música, incluidas varias entrevistas).
En 1988 se editó In-oltre (juego de palabras entre el término inglés «in» y el italiano «inoltre», que significa «además»), donde se recogen los textos que Donatoni escribió en los programas de concierto con motivo del estreno de sus obras.

## Premios y distinciones
Entre los numerosos reconocimientos que Donatoni recibió durante el curso de su vida, los más importantes son los siguientes:
- 1952: Premio del Concurso de Composición de Radio Luxemburgo por su obra Concertino para cuerdas, metal y timbales solistas
- 1961: Premio SIMC (Società Internazionale per la Música Contemporánea) por su obra Puppenspiel
- 1966: Premio Marzotto por su obra Puppenspiel II
- 1968: Koussevitzky Award por Orts
- 1979: Premio de la Crítica Turinesa «Janni Psacaropulo» por la obra Spiri.
- 1985: Fue nombrado commandeur («comandante», es el mayor grado) de la Orden de las Artes y Letras por el Ministerio de Cultura francés.

## Discografía
- Franco Donatoni (disco monográfico). Gruppo Música Insieme di Cremona, Luisa Castellani (soprano), director Andrea Molino, CD Fono

- Franco Donatoni - Ensemble 2E2M Vol. 1° (disco monográfico) Ensemble 2E2M, director: Paul Méfano, CD Adda

- Franco Donatoni - Ensemble 2E2M Vol. 2° (disco monográfico). Ensemble 2E2M, director: Paul Méfano, CD Adda

- Franco Donatoni (disco monográfico). Orquesta CARME, director: Guido Guida, CD Ricordi

- Franco Donatoni (disco monográfico) Kölner Rundfunk Sinfonie-Orchester, Rundfunkchor; Orchestre Philharmonique de Radio France, director: Arturo Tamayo, CD Stradivarius

- Franco Donatoni (disco monográfico) Ensemble Alternance, violonchelista: Alain Meunier, clarinete contrabajo: Armand Angster, director: Luca Pfaff, CD Harmonic Records

- Franco Donatoni (disco monográfico) Nieuw Ensemble, soprano: Dorothy Dorow, director: Ed Spanjaard, CD Etcétera Records

- Franco Donatoni (disco monográfico) Ensemble Fa, director: Dominique My, CD Una Corda/Accord

- Franco Donatoni Demoé Percussion Ensemble, director: Daniele Vineis, CD Stradivarius

- Franco Donatoni (disco monográfico) pianistas: M.I. De Carli y M. Bodini, CD Stradivarius

### Obras de Franco Donatoni
- Questo. Milán: Edizioni Adelphi, 1970, ISBN 88-459-0146-7.
- Antecedente X «sulle difficoltà del comporre». Milán: Adelphi, 1980, ISBN 88-459-0434-2.
- Il sigaro di Armando. Milán: Spirali Edizioni, 1982, ISBN 88-7770-052-1.
- In-oltre. Brescia: Edizioni L'Obliquo, 1988.

### Sobre Franco Donatoni
- VV.AA: Donatoni. Enzo Restagno (coordinador). Turín: Edizioni EDT, 1990, ISBN 88-7063-083-8.
- CRESTI, Renzo: Franco Donatoni, Edizioni Suvini Zerboni. Milán: 1982.

## Catálogo cronológico
| Año  | Obra                              | Plantilla                                                 | Autor del texto |
| ---- | --------------------------------- | --------------------------------------------------------- | --------------- |
| 1950 | Quartetto I                       | Cuarteto de cuerda                                        | -               |
| 1951 | Concerto                          | Orquesta                                                  | -               |
| 1951 | Il libro dei Sette Sigilli        | Cantata bíblica para solistas, coro y orquesta            | -               |
| 1951 | Recitativo e allegro              | Violín y piano                                            | -               |
| 1952 | Concertino                        | 2 trompas, 2 trompetas, 2 trombones, 4 timbales y cuerdas | -               |
| 1952 | Concerto                          | Fagot y orquesta                                          | -               |
| 1952 | Sonata                            | Viola sola                                                | -               |
| 1953 | Ouverture                         | Orquesta de cámara                                        | -               |
| 1953 | Sinfonía                          | Orquesta de cuerdas                                       | -               |
| 1954 | Cinque pezzi                      | 2 pianos                                                  | -               |
| 1954 | Divertimento                      | Violín y grupo instrumental                               | -               |
| 1955 | Música                            | Orquesta de cámara                                        | -               |
| 1955 | Composizione in quattro movimenti | Piano                                                     | -               |
| 1957 | La lámpara (ballet)               | -                                                         | -               |
| 1957 | Tre improvvisazioni               | piano                                                     | -               |
| 1958 | Quartetto II                      | Cuarteto de cuerda                                        | -               |
| 1959 | Movimento                         | clave, piano y 9 instrumentos                             | -               |
| 1959 | Serenata                          | Voz femenina y 16 instrumentos                            | Dylan Thomas    |
| 1959 | Strophes                          | Orquesta                                                  |                 |

| Año  | Obra                                                 | Plantilla                                      | Autor del texto |
| ---- | ---------------------------------------------------- | ---------------------------------------------- | --------------- |
| 1960 | For Grilly (improvisazione)                          | 7 instrumentistas                              | -               |
| 1960 | Sezioni (Invenzione)                                 | Orquesta                                       | -               |
| 1961 | Doubles                                              | Clave                                          | -               |
| 1961 | Puppenspiel I. Estudios para una música escénica     | Orquesta                                       | -               |
| 1961 | Quartetto III                                        | Cinta de cuatro pistas                         | -               |
| 1962 | Per orchestra                                        | Orquesta                                       | -               |
| 1963 | Quartetto IV (Zrcadlo)                               | Cuarteto de cuerda                             | -               |
| 1964 | Asar                                                 | 10 Instrumentos de cuerda                      | -               |
| 1964 | Babai                                                | Clave                                          | -               |
| 1964 | Black and white                                      | 37 Instrumentos de cuerda                      | -               |
| 1965 | Divertimento II                                      | Cuerdas                                        | -               |
| 1966 | Puppenspiel II                                       | Flauta y orquesta                              | -               |
| 1967 | Etwas ruhiger im Ausdruck                            | Flauta, clarinete, violín, violonchelo y piano | -               |
| 1967 | Souvenir "Kammersymphonie op. 18"                    | 15 instrumentistas                             | -               |
| 1968 | Black and white II. «Ejercicios para los diez dedos» | Instrumentos de tecla                          | -               |
| 1969 | Estratto                                             | Piano                                          | -               |
| 1969 | Orts "Souvenir n. 2"                                 | 14 instrumentos y lector ad libitum            | -               |
| 1969 | Solo                                                 | Orquesta de cuerdas                            | -               |

| Año  | Obra                  | Plantilla                              | Autor del texto                                                           |
| ---- | --------------------- | -------------------------------------- | ------------------------------------------------------------------------- |
| 1970 | Doubles II            | Orquesta                               | -                                                                         |
| 1970 | To Earle              | Orquesta de cámara                     | -                                                                         |
| 1970 | Secondo estratto      | Arpa, clave y piano                    | -                                                                         |
| 1971 | To Earle two          | Orquesta y conjunto instrumental       | -                                                                         |
| 1972 | Lied                  | 13 instrumentistas                     | -                                                                         |
| 1973 | Jeux pour deux        | Clave y órgano positivo                | -                                                                         |
| 1973 | Voci - Orchesterübung | Orquesta                               | -                                                                         |
| 1974 | Espressivo            | Oboe y orquesta                        | -                                                                         |
| 1974 | Quarto estratto       | 8 instrumentistas                      | -                                                                         |
| 1975 | Duetto                | Clave                                  | -                                                                         |
| 1975 | Duo pour Bruno        | Orquesta                               | -                                                                         |
| 1975 | Lumen                 | 6 instrumentos                         | -                                                                         |
| 1975 | Terzo estratto        | Piano y 8 instrumentos                 | -                                                                         |
| 1976 | Ash                   | 8 instrumentos                         | -                                                                         |
| 1976 | Musette para Lothar   | Oboe                                   | -                                                                         |
| 1977 | Algo                  | Guitarra                               | -                                                                         |
| 1977 | Ali                   | Viola                                  | -                                                                         |
| 1977 | Diario 76             | 4 trompetas y 4 trombones              | -                                                                         |
| 1977 | Portrait              | Clave y orquesta                       | -                                                                         |
| 1977 | Spiri                 | 10 instrumentos                        | -                                                                         |
| 1977 | Toy                   | 2 violines, viola y clave              | -                                                                         |
| 1978 | Arie                  | Voz femenina y orquesta                | Omar Jayyam, Renato Maestri, Fray Luis de León, Tiziana Fumagalli y Hafiz |
| 1978 | De Près               | Voz femenina, 2 flautines y 3 violines | -                                                                         |
| 1978 | Ed insieme bussarono  | Voz femenina y piano                   | -                                                                         |
| 1979 | About...              | Violín, viola y guitarra               | -                                                                         |
| 1979 | Argot                 | Violín                                 | -                                                                         |
| 1979 | Marches               | Arpa                                   | -                                                                         |
| 1979 | Nidi                  | Flautín                                | -                                                                         |

| Año  | Obra                                            | Plantilla                                             | Autor del texto                                                              |
| ---- | ----------------------------------------------- | ----------------------------------------------------- | ---------------------------------------------------------------------------- |
| 1980 | Clair                                           | Clarinete                                             | -                                                                            |
| 1980 | L'ultima sera                                   | Voz femenina y 5 instrumentos                         | Fernando Pessoa                                                              |
| 1980 | Le ruisseau sur l'escalier                      | Violonchelo y 19 intérpretes                          | -                                                                            |
| 1980 | The heart's eye                                 | Cuarteto de cuerda                                    | -                                                                            |
| 1981 | Fili                                            | Flauta y piano                                        | -                                                                            |
| 1981 | Small                                           | Flautín, clarinete y arpa                             | -                                                                            |
| 1981 | Tema                                            | 12 instrumentos                                       | -                                                                            |
| 1982 | Feria                                           | 5 flautas, 5 trompetas y órgano                       | -                                                                            |
| 1982 | Lame                                            | Violonchelo                                           | -                                                                            |
| 1982 | In cauda                                        | Coro y orquesta                                       | -                                                                            |
| 1983 | Abyss                                           | Voz grave femenina, flauta bajo y 10 instrumentos     | Susan Park                                                                   |
| 1983 | Ala                                             | violonchelo y contrabajo                              | -                                                                            |
| 1983 | Alamari                                         | Violonchelo, contrabajo y piano                       | -                                                                            |
| 1983 | Diario '83                                      | 4 trompetas, 4 trombones y orquesta                   | -                                                                            |
| 1983 | Lem                                             | Contrabajo                                            | -                                                                            |
| 1983 | Rima                                            | Piano                                                 | -                                                                            |
| 1983 | She                                             | 3 sopranos y 6 instrumentos                           | Susan Park                                                                   |
| 1983 | Sinfonía op. 63 "Anton Webern"                  | Orquesta de cámara                                    | -                                                                            |
| 1983 | Françoise Variationen                           | Piano                                                 | -                                                                            |
| 1984 | Atem (ópera en dos movimientos y un intermezzo) | -                                                     | Brandolino Brandolini d'Adda, Tiziana Fumagalli, Renato Maestri y Susan Park |
| 1984 | Cadeau                                          | 11 intérpretes                                        | -                                                                            |
| 1984 | Darkness                                        | 6 instrumentos de percusión                           | -                                                                            |
| 1984 | Ombra                                           | clarinete contrabajo                                  | -                                                                            |
| 1984 | Ronda                                           | Violín, viola, violonchelo y piano                    | -                                                                            |
| 1985 | Omar                                            | Vibráfono                                             | -                                                                            |
| 1985 | Sestetto                                        | 2 violines, 2 violas y 2 violonchelos                 | -                                                                            |
| 1985 | Still                                           | Soprano ligera y 6 instrumentos                       | -                                                                            |
| 1985 | Eco                                             | Orquesta de cámara                                    | -                                                                            |
| 1986 | Arpège                                          | 6 instrumentos                                        | -                                                                            |
| 1986 | Refrain                                         | 8 instrumentos                                        | -                                                                            |
| 1987 | Ave                                             | Flautín, glockenspiel y celesta                       | -                                                                            |
| 1987 | Flag                                            | 13 instrumentos                                       | -                                                                            |
| 1987 | O si ride                                       | 12 voces solistas                                     | Brandolino Brandolini D'Adda                                                 |
| 1988 | A Françoise                                     | Piano                                                 | -                                                                            |
| 1988 | Cinis                                           | Voz femenina y clarinete bajo                         | Gaio Licinio Calvo                                                           |
| 1988 | La souris sans sourire“                         | Cuarteto de cuerda                                    | -                                                                            |
| 1988 | Short                                           | trompeta en Do                                        | -                                                                            |
| 1988 | Cloches                                         | 2 pianos, 8 instrumentos de viento y 2 percusionistas | -                                                                            |
| 1989 | Blow                                            | Quinteto de viento                                    | -                                                                            |
| 1989 | Ciglio                                          | Violín                                                | -                                                                            |
| 1989 | Frain                                           | 8 instrumentos                                        | -                                                                            |
| 1989 | Hot                                             | saxófono sopranino o tenor y 6 intérpretes            | -                                                                            |
| 1989 | Midi                                            | Flauta                                                | -                                                                            |
| 1989 | Soft                                            | clarinete bajo                                        | -                                                                            |

| Año  | Obra                                                            | Plantilla                                                                                    | Autor del texto |
| ---- | --------------------------------------------------------------- | -------------------------------------------------------------------------------------------- | --------------- |
| 1990 | Ase (Algo II)                                                   | Voz femenina y guitarra                                                                      | -               |
| 1990 | Bok                                                             | clarinete bajo y marimba                                                                     | -               |
| 1990 | Chantal                                                         | Arpa solista, flauta, clarinete y cuarteto de cuerda                                         | -               |
| 1990 | Cloches II                                                      | 2 Pianos                                                                                     | -               |
| 1990 | Het                                                             | Flauta, clarinete bajo y piano                                                               |                 |
| 1990 | Holly                                                           | Corno inglés, oboe, oboe d'amore y 13 instrumentos                                           | -               |
| 1990 | Marches II                                                      | Arpa solista, 3 voces femeninas ad libitum, 12 instrumentos y 3 percusionistas               | -               |
| 1990 | Rasch                                                           | 4 saxófonos                                                                                  | -               |
| 1990 | Spice (Ronda n. 2)                                              | Violín/viola, clarinete en Si bemol mayor/clarinete piccolo en Mi bemol, violonchelo y piano | -               |
| 1991 | Cloches III                                                     | 2 pianistas y 2 percusionistas                                                               | -               |
| 1991 | Madrigale                                                       | 4 coros de voces blancas y 4 percusionistas                                                  | Elsa Morante    |
| 1991 | Refrain II                                                      | 11 intérpretes                                                                               | -               |
| 1992 | Aahiel                                                          | Mezzosoprano, clarinete, vibráfono, marimba y piano                                          | Anónimo         |
| 1992 | An Angel within my Heart                                        | Voz femenina, 2 clarinetes y trío de cuerdas                                                 | Susan Park      |
| 1992 | Concerto grosso                                                 | Orquesta y 5 teclados eléctricos                                                             | -               |
| 1992 | Feria II                                                        | órgano                                                                                       | -               |
| 1992 | Feria III                                                       | órgano                                                                                       | -               |
| 1992 | Jay                                                             | piano, 2 trompetas, 3 trompas y 2 trombones                                                  | -               |
| 1992 | Late in the day (Ronda n. 3)                                    | Soprano, flauta, clarinete y piano                                                           | Michael Riviere |
| 1992 | Mari                                                            | marimba                                                                                      | -               |
| 1992 | Mari II                                                         | 4 marimbas                                                                                   | -               |
| 1992 | Nidi II                                                         | flauta barroca tenor                                                                         | -               |
| 1992 | Scaglie                                                         | Trombón                                                                                      | -               |
| 1992 | Sincronie                                                       | Piano con acompañamiento de violonchelo solista                                              | -               |
| 1992 | Sweet                                                           | flauto dulce tenor                                                                           | -               |
| 1993 | Algo II                                                         | 2 guitarras                                                                                  | -               |
| 1993 | Ciglio II                                                       | Violín y flauta                                                                              | -               |
| 1993 | Concertino II                                                   | 5 teclados electrónicos                                                                      | -               |
| 1993 | Refrain III                                                     | 14 intérpretes                                                                               | -               |
| 1993 | Small II                                                        | Flauta, viola y arpa                                                                         | -               |
| 1993 | Sweet Basil                                                     | Trombón y big band                                                                           | -               |
| 1993 | In cauda II                                                     | Orquesta                                                                                     | -               |
| 1994 | Ciglio III                                                      | Violín y piano                                                                               | -               |
| 1994 | Flans                                                           | Soprano coloratura y 9 instrumentos                                                          | François Villon |
| 1994 | Portal                                                          | Clarinete en Si bemol, clarinete bajo, clarinete piccolo en Mi bemol y orquesta              | -               |
| 1994 | Puppenspiel III                                                 | Flautín, flauta y flauta en Sol y 14 intérpretes                                             | -               |
| 1994 | Serenata II                                                     | 5 instrumentos                                                                               | -               |
| 1994 | Sincronie II                                                    | Violonchelo, piano y 7 instrumentos                                                          | -               |
| 1995 | Alfred, Alfred, ópera cómica en siete escenas y seis intermezzi | -                                                                                            | Franco Donatoni |
| 1995 | Algo III                                                        | guitarra y 23 intérpretes                                                                    | -               |
| 1995 | Cinis II                                                        | clarinete bajo, marimba y percusión                                                          | -               |
| 1995 | Duetto II                                                       | 2 violines                                                                                   | -               |
| 1995 | Fanfara                                                         | Metales y tambor napoleónico                                                                 | -               |
| 1995 | Incisi                                                          | Oboe                                                                                         | -               |
| 1995 | Luci                                                            | Flauta en sol                                                                                | -               |
| 1995 | Rasch II                                                        | 4 saxófonos, vibráfono, marimba, percusión y piano                                           |                 |
| 1995 | Triplum                                                         | Flauta, oboe y clarinete                                                                     | -               |
| 1996 | Algo IV                                                         | 13 instrumentos                                                                              | -               |
| 1996 | In cauda III                                                    | Orquesta                                                                                     | -               |
| 1996 | Lame II                                                         | 8 violoncelos                                                                                | -               |
| 1996 | Lem II                                                          | Contrabajo y 15 instrumentos                                                                 | -               |
| 1996 | Luci II                                                         | Fagot y trompa                                                                               | -               |
| 1996 | Refrain IV                                                      | 8 instrumentos                                                                               | -               |
| 1996 | Till                                                            | trompa                                                                                       | -               |
| 1997 | Al                                                              | Mandolina, mandola y guitarra                                                                | -               |
| 1997 | Che                                                             | Tuba                                                                                         | -               |
| 1997 | Feria IV                                                        | Acordeón                                                                                     | -               |
| 1997 | Luci III                                                        | Cuarteto de cuerda                                                                           | -               |
| 1997 | Tell                                                            | Corno inglés                                                                                 | -               |
| 1998 | Cerocchi 70                                                     | Clarinete, violonchelo y piano                                                               | -               |
| 1998 | Elly                                                            | Clarinete, violonchelo y piano                                                               | -               |
| 1998 | Fire (In cauda IV)                                              | 4 voces femeninas y orquesta                                                                 | Jack Beeching   |
| 1998 | Poll                                                            | 13 intérpretes                                                                               | -               |
| 1999 | Clair II                                                        | clarinete                                                                                    | -               |
| 1999 | Prom                                                            | Orquesta                                                                                     | -               |
| 2000 | ESA (In cauda V)                                                | Orquesta                                                                                     | -               |